# Beagle Terrier
El Beagle A.61 Terrier es un monoplano británico monomotor construido por Beagle Aircraft en la década de 1960.

## Desarrollo

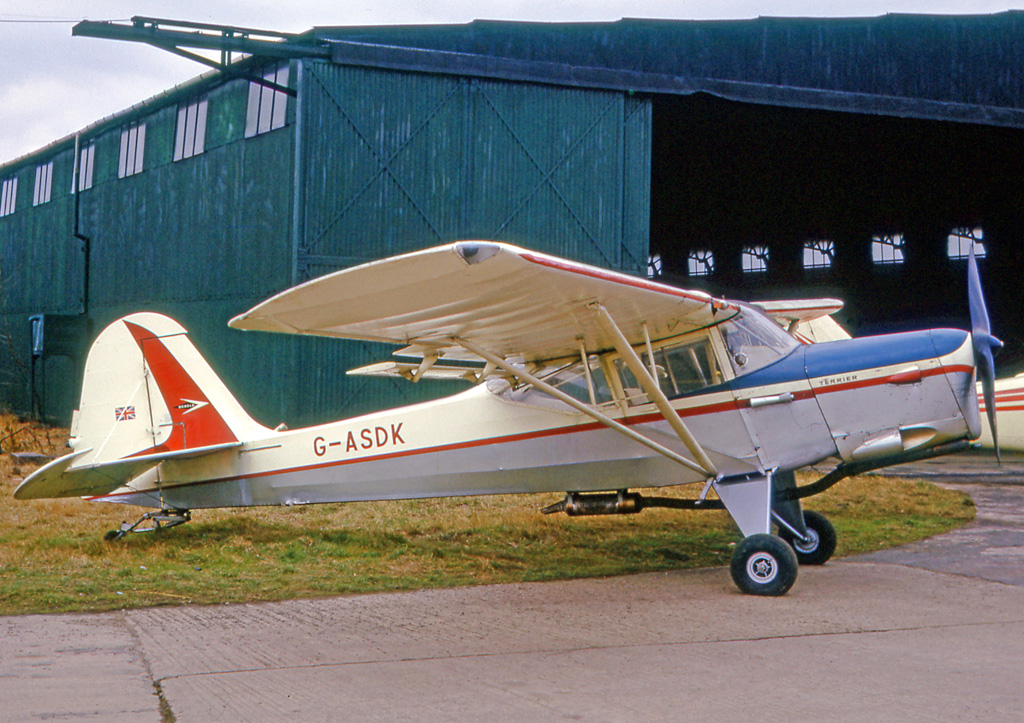
Terrier 2 en 1965, llevando los colores aplicados en fábrica y equipado con un largo silenciador.

La Auster Aircraft Company compró una gran cantidad de antiguos aviones Auster del Ejército británico a finales de la década de 1950. Se trataba de aviones Auster AOP.6, T.7 y T.10 que fueron actualizados y modificados con motores De Havilland Gipsy Major 10-1-1. Inicialmente, se ofrecieron a la venta dos versiones en el mercado civil a partir de 1960:
- Auster 6A Tugmaster: un avión utilitario y de remolque de planeadores.
- Auster 6B: versión de lujo de tres plazas. Cuando la empresa pasó a formar parte de Beagle Aircraft en 1960, el Auster 6B pasó a llamarse Beagle A.61 Terrier 1.

En 1962 se presentó el Beagle A.61 Terrier 2 con un plano de cola de mayor envergadura, carenados en las ruedas y hélice metálica.
El Terrier no fue un éxito económico para el fabricante, ya que se descubrió que se dedicaban más horas de trabajo en reconstruir cada avión después de su uso militar que en construir el avión nuevo para el Ejército. También quedó obsoleto ya que, en 1961, la mayoría de los fabricantes competidores introdujeron nuevos diseños totalmente metálicos, con trenes de aterrizaje triciclos y propulsados por motores más modernos como el Lycoming o el Continental (por ejemplo, el Cessna 150 y el Piper Cherokee). Sin embargo, el Terrier ha encontrado muchos adeptos entre los pilotos propietarios de aviones ligeros antiguos. Se compraron ejemplares de este modelo en el Reino Unido, Irlanda, Alemania, Países Bajos, Nueva Zelanda y Suecia. En 2013 estaban registrados 23 Terrier en el Reino Unido.

## Variantes
Terrier 1
Se construyeron dieciocho conversiones del Terrier 1. La primera conversión voló el 13 de abril de 1961 desde Rearsby.
Terrier 2
Se completaron cuarenta y cinco conversiones del Terrier 2 en Rearsby. Posteriormente, otras empresas convirtieron un pequeño número de fuselajes a este estándar.
Terrier 3
Un Terrier 3 propulsado por un motor Lycoming O-320-B2B de 160 hp estaba prácticamente completo en Rearsby cuando se detuvo la producción del Terrier en 1966. En 1967, unos aprendices de ingeniería de British European Airways modificaron un Terrier 2 incompleto según este estándar y fue matriculado como G-AVYK.

## Especificaciones (Terrier 2)
Referencia datos: British Civil Aircraft since 1919

### Características generales
- Tripulación: Uno (piloto)
- Capacidad: 2 pasajeros
- Longitud: 7,1 m (23,3 ft)
- Envergadura: 11 m (36 ft)
- Altura: 2,7 m (8,9 ft)
- Superficie alar: 17,1 m² (184,1 ft²)
- Perfil alar: NACA 23012[5]
- Peso vacío: 726 kg (1600,1 lb)
- Peso cargado: 1089 kg (2400,2 lb)
- Planta motriz: 1× motor bóxer de 4 cilindros refrigerado por aire De Havilland Gipsy Major 10 Mk. 1.1.
  - Potencia: 108 kW (149 HP; 147 CV)
- Hélices: Bipala
- Alargamiento: 7:1
- Capacidad de combustible: 100 L[5]

### Rendimiento
- Velocidad máxima operativa (Vno): 190 km/h (118 MPH; 103 kt)
- Velocidad crucero (Vc): 172 km/h (107 MPH; 93 kt)
- Velocidad de entrada en pérdida (Vs): 71 km/h (44 MPH; 38 kt) (flaps abajo)[5]
- Alcance: 510 km (275 nmi; 317 mi)
- Techo de vuelo: 3500 m (11 483 ft) [5]
- Régimen de ascenso: 2,7 m/s (531 ft/min)
- Carrera de despegue para 15 m (50 pies): 457 m[5]
- Distancia de aterrizaje desde 15 m (50 pies): 439 m[5]

## Aeronaves relacionadas

### Desarrollos relacionados
- Taylorcraft Auster

### Secuencias de designación
- Secuencia Alfanumérica (interna de Auster): ← J/5 Alpine - AOP.6 - 6A Tugmaster - 6B Terrier - Avis - T.7 - B.4 →
- Secuencia B._ (interna de Beagle): ← Bulldog - Husky - Pup - Terrier